# Johann Karl Theodor von Brabeck
Pour les articles homonymes, voir Brabeck.
Johann Karl Theodor, baron von Brabeck O.S.B., né à Hamm le 19 juillet 1738 et mort le 25 octobre 1794, est un prélat catholique.

## Biographie
De la famille von Brabeck (de), il entre au monastère de Corvey, et a été ordonné prêtre en 1762 à Hildesheim.
En 1776, il devint abbé de Corvey. Il a travaillé sur la transformation de l'abbaye en diocèse pour assurer la survie à long terme. Ceci a été réalisé en 1792. Il fut le premier prince-évêque de Corvey. 
Il est enterré dans l'abbaye de Corvey.